# Brain Fuck Scheduler
Brain Fuck Scheduler (или BFS) — планировщик операционной системы Linux. Разработан в качестве альтернативы CFS. Ориентирован на производительную работу настольных ПК. Не входит в официальное ядро Linux. По состоянию на октябрь 2011 считается стабильным.
Также используется в экспериментальной ветке проекта Android.
В Sabayon 7 поставляется в составе экспериментального ядра Fusion.